# غلام أكبر خان نيازي
غلام أكبر خان نيازي هو طبيب باكستاني يحمل الجنسية الباكستانية والسعودية. ولد في عام 1937 في موساخيل في البنجاب. انتقل للسعودية وأصبح لاحقًا مدير الجناح الطبي للحرس الوطني السعودي. عمل لاحقًا كطبيب شخصي للملك عبد الله بن عبد العزيز. وعند عودته إلى باكستان أسس كلية إسلام أباد الطبية وطب الأسنان. هو أيضًا عضو في مؤسسة مكة المكرمة التي تدير مشاريع مدرسة البنجاب وناشط اجتماعي.